# Antun Dorotić
Antun Dorotić, redovničkog imena br. Vilko od svetog Alberta (Sombor, 30. srpnja 1914. – Sombor, 1. veljače 1994.) je bio hrvatski crkveni glazbenik i sastavljač pjesmarica, vjerski pisac, prevoditelj i izdavač iz reda karmelićana iz Sombora, Vojvodina. Višegodišnji je poglavar somborskog samostana, provincijalni poglavar, prior u Remetama, ekonom u Somboru. 

## Životopis
Rođen je u Somboru srpnja 1914. dodine, u hrvatskoj obitelji od oca Marijana Dorotića i mati Luce rođene Pekanović. U Somboru je završio osnovnu školu. Nakon osnovne pošao je u karmelićansko dječačko sjemenište u Somboru. Ondje je završio 4 razreda gimnazije. Kolovoza 1930. ušao u redovnike. Novicijat je prošao u Somboru, a 1931. se godine položio prve zavjete uzevši redovničko ime br. Vilko od svetog Alberta. U Somboru je studirao filozofiju jednu godinu, a studij je nastavio u Poljskoj u Wadovicama. U Poljskoj je studirao i teologiju, u Krakovu i Lavovu (današnja Ukrajina).
1938. se godine vratio sa studija u Poljskoj. U subotičkoj katedrali zaredio ga je biskup Lajčo Budanović. 
Dorotić je bio orguljaš i zborovođe triju zborova koji su pjevali na misama u karmelićanskoj crkvi na hrvatskom, mađarskom i njemačkom jeziku. 
Bačka apostolska administratura odredila je Dorotiću skrbiti za sve orgulje u administraturi. Kao svećenik pokazao se vrsnim propovjednikom i neumornim ispojvednikom. 
Za vrijeme drugoga svjetskog rata Bačka dolazi pod Mađarsku. Prosinca 1942. godine vlasti ga interniraju u samostan u Đuru u Mađarskoj. 1944. je spasio đurski samostan od crvenoarmejaca. Oslobođenjem Mađarske vratio se iz izgnanstva. 1946. je postao poglavarom samostana u Somboru. Tu službu je obavljao sve do 1954. godine.
Kad su karmelićani uspostavljali svoj samostan u Remetama, kao provincijalni poglavar je adaptirao župni dom za dječačko i bogoslovsko sjemenište. Mnogo je truda uložio za širenje karmelićanskog reda u Hrvatskoj. Na dužnost poglavara samostana u Somboru biran je u nekoliko navrata. Mnogo je napravio za razne ženske redovničke zajednice diljem Subotičke biskupije.
Kad se razbolio, iz samostana u Remetama premješten je 1985. u rodni Sombor.

## Djela
Sastavio je hrvatsku pjesmaricu od 600 stranica. Sastavio je molitvenik Zvijezda Karmela od 829 stranica koji je objavio u Đakovu 1940. godine. Ovaj molitvenik je priručnik za Treći Red Gospe Karmelske. 1959. su izdane Konferencije o sv. Ivanu od Križa. Prevodio je s mađarskog na hrvatski jezik.